# Chartes bourguignonnes
Région à la fois riche et disputée, la Bourgogne a donné lieu à de nombreuses chartes au Moyen Âge. De nos jours, les paléographes s'attachent à les réunir et à les étudier.

## Histoire de leur conservation et de leur étude
Les institutions ecclésiastiques de Bourgogne, comme d'ailleurs de toute l'Europe, ont entrepris, en général à partir du XIe siècle, et souvent jusqu'au XVIe, de recopier les actes conservés dans leurs archives sur des registres que l'on appelle cartulaires. À partir de la fin du XVIe siècle, et surtout du XVIIIe, l'approche de ces documents s'est modifiée, ce sont des érudits qui se sont intéressés à ces « vieux documents », et qui ont entrepris de les classer, de les recopier, de les étudier et de les publier. Finalement, en français, on utilise le terme de cartulaire de manière indifférenciée, pour désigner les registres médiévaux et les éditions modernes, qui peuvent reprendre soit ces registres, soit des ensembles de chartes ou autres documents (on parle alors aussi de « recueils de chartes »).
En Bourgogne, ce mouvement de publications imprimées, lent et incertain aux XVIe – XVIIIe siècles, a pris son envol à partir du milieu du XIXe siècle. L'arrivée de l'informatique a apporté des possibilités techniques révolutionnaires, en rendant possible une manipulation automatisée complexe des textes (chaînes de caractères). L'étape intermédiaire nécessaire et déterminante est la numérisation en mode texte (par OCR ou dactylographie).

## Le programme d'études démarré en 2004
Le programme d'études Chartae Burgundiae Medii Aevi (CBMA – Chartes de la Bourgogne du Moyen Âge) est en cours depuis octobre 2004, au sein de l'équipe ARTeHIS-UMR 5594 (http://www.artehis-cnrs.fr/), et depuis 2015 au sein du Laboratoire de Médiévistique occidentale de Paris. Il a réalisé une base de données réunissant les chartes bourguignonnes éditées datant d'avant 1300. Le projet propose aussi des synthèses et articles-notices sur des fonds particuliers, un programme d’études des manuscrits inédits, un projet de mise à disposition d'une documentation en mode image, des journées d'études.
Depuis le début du programme, 29 000 actes ont été enregistrés, issus d'éditions libres de droits. Ces actes sont accessibles à cette adresse : . Les sites offrant des chartes médiévales en accès libre sont rares, celui-ci est, jusqu'à présent, le seul qui propose le téléchargement direct des fichiers. Actuellement, avec ses 29000 chartes disponibles, il s'agit d'un des sites les plus importants au monde dans le domaine de la diplomatique médiévale.
D'un côté, il reste quelques recueils à traiter. Mais surtout, les responsables (Eliana Magnani et Marie-José Gasse-Grandjean) mettent ce corpus à disposition dans des formats divers, et proposent son interrogation à l'aide d'un logiciel de fouille de textes puissant (http://philologic.cbma-project.eu/). D'autres outils sont disponibles en ligne comme les reproductions de manuscrits inédits (http://www.cbma-project.eu/manuscrits/2014-07-11-08-41-35.html), des études, notices et comptes rendus (http://cem.revues.org/12172).
Signalons qu'un considérable travail de repérage et d'indexation a été effectué à l'Institut de recherche et d'histoire des textes (IRHT-CNRS), grâce auquel on peut se faire une idée précise de la nature et de la localisation de tous les documents de cette nature, classés par ordre topographique (http://www.cn-telma.fr/cartulR/).